# Yamaha MT-03
Dieser Artikel wurde auf der  Qualitätssicherungsseite des Portals Auto und Motorrad eingetragen. 
Bitte hilf mit, ihn zu verbessern, und beteilige dich an der Diskussion. (+)

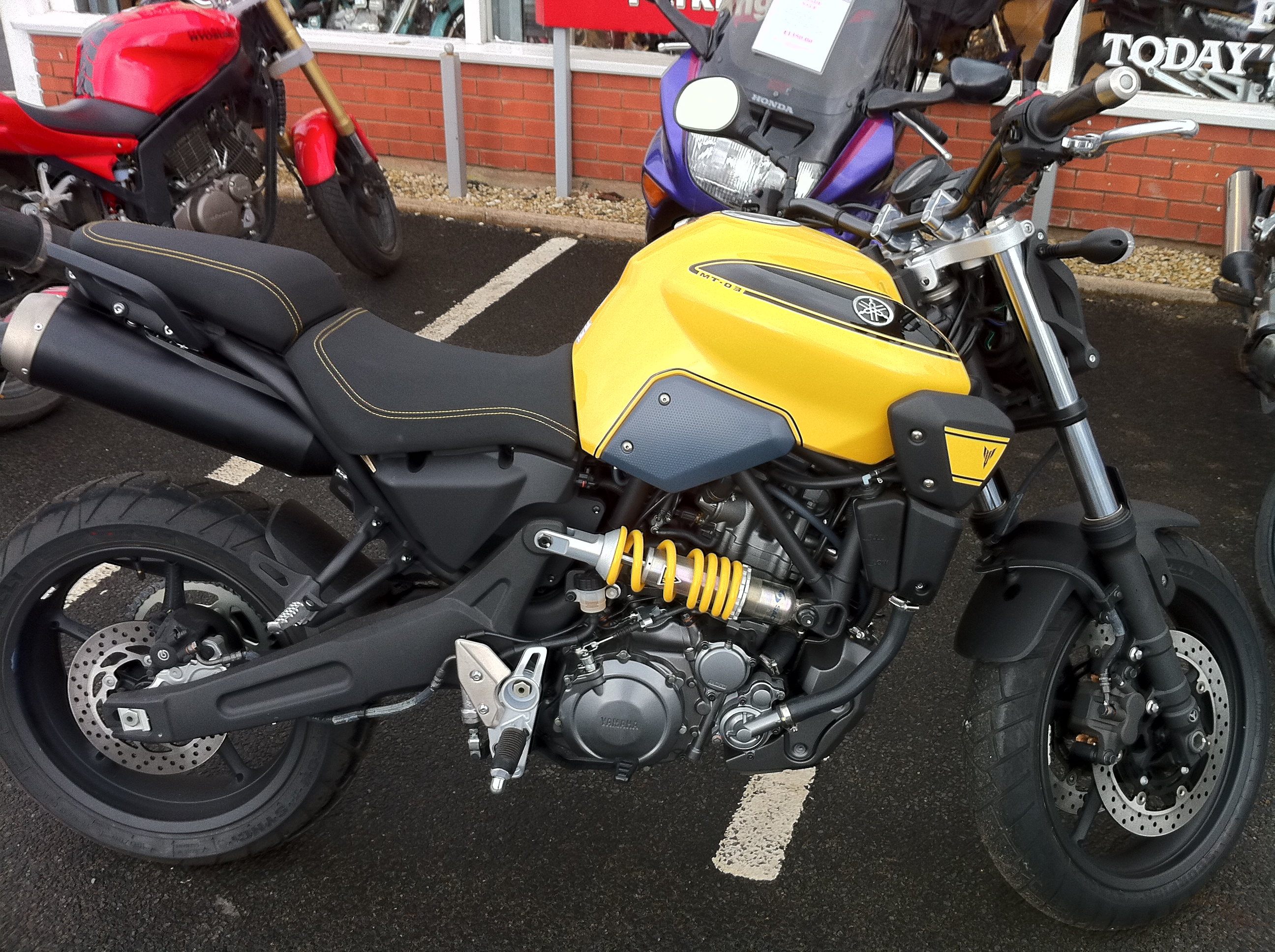
Yamaha MT-03, erste Version

Die Yamaha MT-03 ist ein unverkleidetes Motorrad vom japanischen Fahrzeughersteller Yamaha, das zunächst im Zeitraum 2006–2014 hergestellt wurde. Seit 2016 wird ein anderes Modell mit demselben Namen produziert, das sich in Motor, Fahrwerk und Design grundlegend von der ersten Version unterscheidet.

## Erste Version (2006–2014)

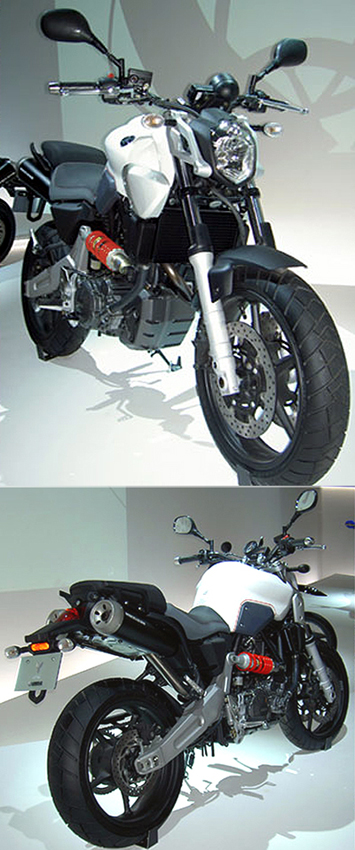
Yamaha MT-03 (Foto 2005)

Eine Konzeptstudie wurde auf der Mailänder Zweiradmesse EICMA im Herbst 2003 und ein Jahr später die Verkaufsversion auf der Messe in Paris präsentiert. Das Naked Bike kam Anfang 2006 in einer an die Serienfertigung angepasste Version des Einzylinder-Sportmotorrads auf den Markt. Das als „Sport-Roadster“ vermarktete Funbike ähnelt in einigen Designelementen der 2005 erschienenen MT-01. Das Motorrad wurde von der Firma Belgarda-Yamaha am Gardasee endmontiert. Zum Modelljahr 2014 wurde die MT-03 aus dem Programm genommen.

### Antrieb
Die MT-03 wird von dem gleichen Einzylindermotor wie die Enduro Yamaha XT 660 R und die Reiseenduro Yamaha XT 660 Z Ténéré angetrieben. Der Viertaktmotor des Motorenherstellers Minarelli erzeugt eine Nennleistung von 35 kW (48 PS) bei einer Drehzahl von 6250/min. Das maximale Drehmoment beträgt 56,2 Nm bei 5500/min. Die Leistung des Motors wurde durch ein vergrößertes Airboxvolumen und ein geändertes Zündkennfeld der Einspritzanlage bei niedrigen und mittleren Drehzahlen gesteigert.
Der keramisch beschichtete Zylinder aus Aluminium hat eine Bohrung von 100 mm Durchmesser, der Schmiedekolben einen Hub von 84 mm bei einem Verdichtungsverhältnis von 10:1. Der kompakte Zylinderkopf hat eine kettengetriebene, wälzgelagerte, obenliegende Nockenwelle (SOHC), welche über gegabelte Rollenkipphebel zwei Einlass- und zwei Auslassventile ansteuert. Der leicht nach vorne geneigte Viertaktmotor verfügt über eine elektronische Benzineinspritzung mit Transistorzündung. Eine Ausgleichswelle reduziert Vibrationen.
Vollgetankt weist das Motorrad ohne Sonderzubehör mit etwa 194 kg ein für diese Leistungsklasse vergleichsweise hohes Gewicht auf. Als Höchstgeschwindigkeit gibt der Hersteller etwa 160 km/h an.

### Fahrwerk
Die Abgase des mit einer Einspritzanlage bestückten Motors werden durch einen ungeregelten Katalysator in Verbindung mit einem Sekundärluftsystem aufbereitet. Die Kraftübertragung erfolgt über ein Fünfganggetriebe und – im Gegensatz zur Konzeptstudie, die noch einen Zahnriemenantrieb aufwies – einen Kettenantrieb. Die Bremsanlage (vorne Doppelscheibe mit 298 mm und hinten Einzelscheibe mit 245 mm Durchmesser) stammt aus der Yamaha FZ6 und gilt als sehr zuverlässig und wirksam. Die Gesamtübersetzung (Gangstufen 2,500/1,625/1,150/0,909/0,769, Primärübersetzung 2,080, Sekundärübersetzung 3,130) ist kürzer als die der XT660, was höhere Beschleunigungswerte ermöglicht. Das Motorrad hat kompakte Abmessungen, einen Radstand von 1.420 mm und ist in Verbindung mit den kurzen Federwegen von 130 mm vorne und 120 mm hinten sehr handlich mit einem Hang zur Nervosität. Die moderaten Reifendimensionen (vorne 120/70 ZR17 M/C 58H, hinten 160/60 ZR17 M/C 69H) ermöglichen ein neutrales Lenk- und Kurvenverhalten. Die Teleskopgabel ist annähernd baugleich mit der der FZ6, das Hinterrad wird in einer aus Aluminium gegossenen Zweiarmschwinge geführt. Das hintere über einen Hebel angelenkte und seitlich angebrachte Federbein stammt vom Zulieferer Sachs.
Die Sitzposition auf der für den Fahrer 805 mm hohen Sitzbank ist aufrecht, nahe am Lenker und mit der auf einer Supermoto vergleichbar. Der leicht erhöhte Soziussitzplatz ist nicht für längere Touren zu zweit geeignet. Der Drehzahlmesser ist als analoges Rundinstrument, der Tachometer mit Kilometerzähler als digitale Flüssigkristallanzeige ausgeführt. Der Kraftstofftank fasst 15 Liter, der Hersteller empfiehlt die Verwendung von Superbenzin.

### Marktpositionierung
Bei der Markteinführung im Jahre 2006 betrug der Listenpreis 6.695 Euro inkl. der Nebenkosten. Direkte Konkurrenten für die MT-03 mit vergleichbaren Leistungsdaten und Fahrwerksgeometrie sind unter anderem die Derbi Mulhacén 659, die Aprilia Pegaso Factory – beide mit dem gleichen Motor, wie in der MT-03 versehen –, die BMW G 650 Xmoto, aber auch die deutlich leistungsstärkere KTM Duke. Innerhalb dieser Konkurrenz war der für die MT-03 verlangte Preis traditionell eher am unteren Rand angesiedelt. Seit dem Modelljahrgang 2012 ist aber der Listenpreis für die (technisch unveränderte) MT-03 mit 7.250 Euro genauso hoch wie für die nochmals leistungsgesteigerte und besser ausgestattete KTM Duke.

### Kritiken
„So viel Aufsehen wie die mächtige MT-01 erregt die kleine MT-03 zwar nicht, doch die Ähnlichkeit ist deutlich. Stilprägende Designelemente wie die beiden hoch gereckten Schalldämpfer entstammen dem MT-Konzept, auch die optische Betonung der Mitte erinnert daran. Allerdings wirkt das geschrumpfte »Motorgebirge« weit weniger imposant: Die MT-03 hat einen schmucklosen Einzylinder.“

„Beim flotten Kurvenwedeln macht die kleine Yamaha schon nach kurzer Gewöhnung eine klasse Figur; mit der doppelten Scheibe vorne und dem unglaublich stabilen Lauf durch die Kurven stellt sich sofort ein Gefühl der Sicherheit ein. Mit einer wichtigen Einschränkung: Für Fahrer über 1,85 Meter Größe passt die Geometrie von Tank, Sitzbank, Fußrasten und Lenker nicht mehr; der Kniekehlenwinkel wird entschieden zu klein und schnell ermüdend.“

## Aktuelles Modell (seit 2016)
Ein komplett neues Modell der MT-03 kam 2016 auf den Markt, nachdem es der Öffentlichkeit im Oktober 2015 auf der Tokyo Motor Show und im November 2015 auf der EICMA vorgestellt worden war. Die neue MT-03 leistet aus zwei Zylindern mit 321 cm³ rund 42 PS. Außer dem Namen und der unverkleideten Bauart hat das aktuelle Modell kaum etwas von der ursprünglichen Konzeption übernommen.